# Scars of the Crucifix
Scars of the Crucifix sedmi je studijski album američkog death metal-sastava Deicide. Diskografska kuća Earache Records objavila ga je 23. veljače 2004.

## Popis pjesama
Tekstovi i glazba: Deicide. 
| 1.    | »Scars of the Crucifix«    | 3:08 |
| 2.    | »Mad at God«               | 3:05 |
| 3.    | »Conquered by Sodom«       | 2:58 |
| 4.    | »Fuck Your God«            | 3:32 |
| 5.    | »When Heaven Burns«        | 4:08 |
| 6.    | »Enchanted Nightmare«      | 2:12 |
| 7.    | »From Darkness Come«       | 2:58 |
| 8.    | »Go Now Your Lord Is Dead« | 1:55 |
| 9.    | »The Pentecostal«          | 5:36 |
| 29:32 |                            |      |

## Zasluge
| Deicide - Glen Benton – vokali, bas-gitara - Eric Hoffman – gitara - Brian Hoffman – gitara - Steve Asheim – bubnjevi |  | Ostalo osoblje - Neil Kernon – produkcija, snimanje - Mark Prator – snimanje - Brad Vance – masteriranje - Paul Harries – fotografija - Paul Booth – naslovnica - Matt Vickerstaff – omot albuma, dizajn - Jorden Haley – dodatne ilustracije |